# Marek Lewandowski (polityk)
Marek Lewandowski (ur. 29 września 1948 w Ciechocinku) – polski polityk, milicjant, poseł na Sejm II i III kadencji.

## Życiorys
W 1978 ukończył studia w Akademii Spraw Wewnętrznych.
Od 1968 do 1990 pracował w Milicji Obywatelskiej, dochodząc do stopnia majora. Służył m.in. w Zmotoryzowanych Odwodach Milicji Obywatelskiej (ZOMO). Przez ponad dwadzieścia lat należał do PZPR, był m.in. pierwszym sekretarzem Komitetu Miejskiego w Częstochowie. Po jej rozwiązaniu znalazł się w gronie założycieli Socjaldemokracji Rzeczypospolitej Polskiej.
W okresie 1993–2001 sprawował mandat posła na Sejm II i III kadencji, wybranego z ramienia Sojuszu Lewicy Demokratycznej w okręgu częstochowskim. Przed kolejnymi wyborami nie został wpisany na listę wyborczą. Kierował później Centrum Personalizacji Dokumentów w MSWiA. Był także radnym sejmiku śląskiego przez część I kadencji. Bez powodzenia kandydował z ramienia SLD do Senatu w 2005 oraz w powtórzonych w tym okręgu wyborach w 2006.